# أهل سيدي لحسن (أهل سيدي لحسن)
أهل سيدي لحسن هي إحدى مشيخات المملكة المغربية، تتبع جغرافيا لإقليم صفرو وإداريًا لأهل سيدي لحسن. يقدر عدد سكانها بـ 4055 نسمة حسب الإحصاء الرسمي للسكان والسكنى لسنة 2004.